# Marassi
Marassi (Marasci in ligure) è un quartiere di Genova nella bassa val Bisagno. 
Comune autonomo fino al 1873, quando insieme ai comuni di San Martino d'Albaro, San Francesco d'Albaro, Foce, Staglieno e San Fruttuoso fu accorpato a Genova, prima fase di espansione di quello che nel 1926 avrebbe fatto del capoluogo ligure la Grande Genova; dopo l'annessione alla città ha conosciuto un'impetuosa crescita urbanistica, trasformandosi in un quartiere residenziale semi-centrale.
Nella ripartizione amministrativa del comune di Genova ne è stato, insieme a Quezzi, una circoscrizione. Nella nuova ripartizione in vigore dal 2005 fa parte del Municipio III Bassa Valbisagno.

## Geografia fisica
L'ex circoscrizione Marassi - Quezzi, estesa per 5,82 km² di cui 2,79 urbanizzati, è formata dalle unità urbanistiche Marassi, Fereggiano, Quezzi e Forte Quezzi, che insieme hanno una popolazione di 38 158 abitanti al 31 dicembre 2022.
La zona di Marassi con 10 906 abitanti risulta la più popolata, superando di poco la storica frazione collinare di Quezzi, che nel corso del Novecento ha avuto anch'essa un forte sviluppo urbanistico e demografico e conta 10 245 abitanti; l'area del Fereggiano ha 8 568 residenti e Forte Quezzi (più conosciuta come "Biscione") 8 439.

### Territorio

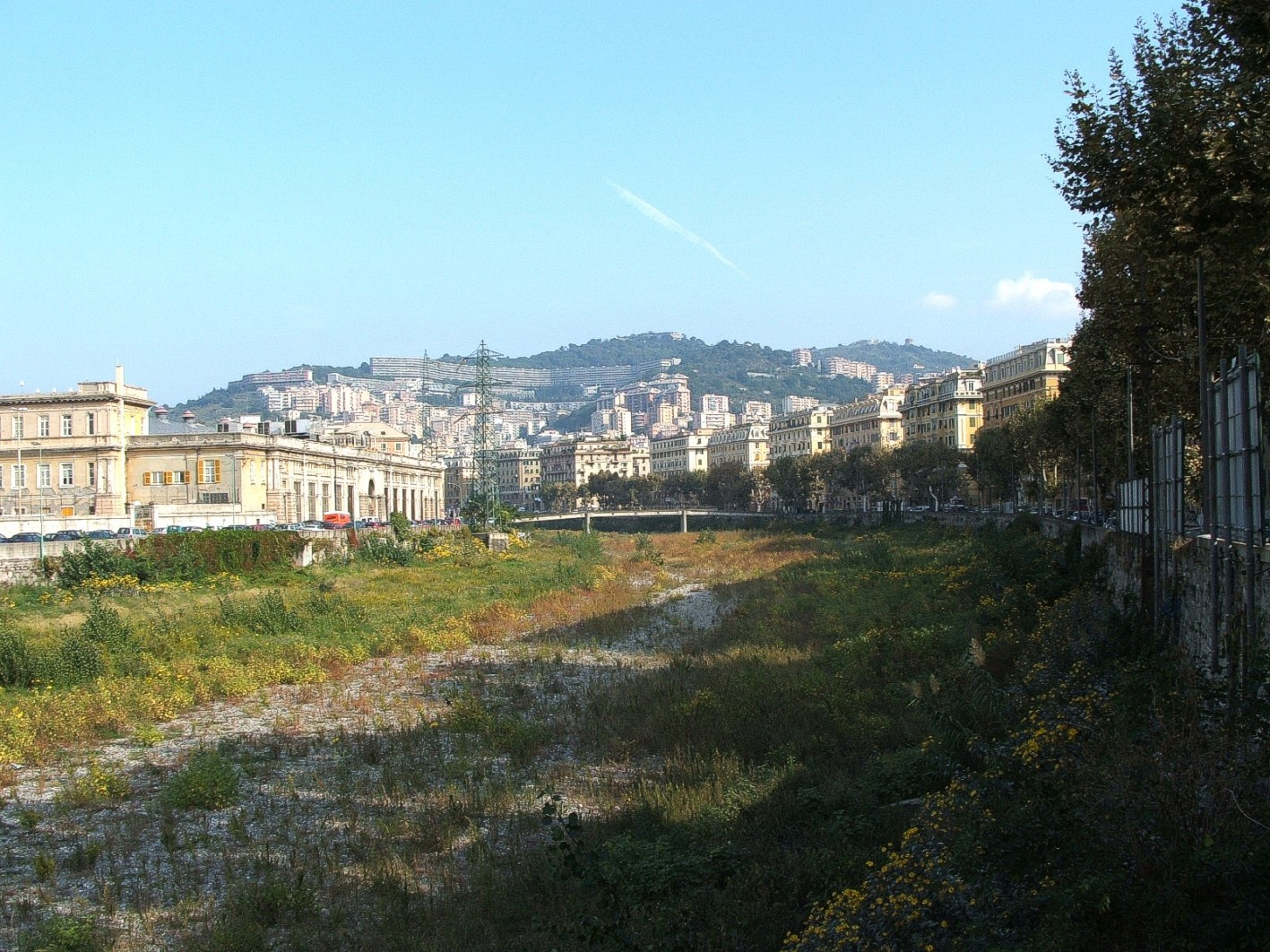
Il Bisagno tra Marassi e San Fruttuoso

Il territorio di Marassi, compresa l'area di Quezzi, confina con i quartieri di Staglieno e Molassana a nord, San Martino e San Fruttuoso a sud, Castelletto a ovest e Valle Sturla a est.
Più in dettaglio il quartiere si sviluppa prevalentemente sul versante sinistro del torrente Bisagno, ma comprende anche una piccola area sulla sponda destra che comprende piazza Romagnosi, via Canevari e le strade adiacenti. Il territorio comprende interamente la valle del rio Fereggiano, affluente di sinistra del Bisagno. Ad ovest per un breve tratto, corrispondente al percorso delle antiche mura cittadine, confina con l'unità urbanistica Manin, che fa parte del quartiere di Castelletto. A nord, oltre che con Staglieno, con cui esiste una continuità urbanistica, confina con l'unità urbanistica di Sant'Eusebio dell'ex circoscrizione di Molassana, adiacente alla zona del Biscione. L'unità urbanistica di Quezzi, compresa storicamente nel territorio di Marassi, comprende la valle del Fereggiano fino alla confluenza di via Fereggiano (Marassi) nel largo Augusto Merlo (Quezzi). A sud-ovest l'area di Marassi comprende parte di corso Sardegna al limite con il quartiere San Fruttuoso.
Lo sviluppo urbanistico del Novecento ha portato a una forte espansione urbana attorno al primitivo nucleo storico, che era sorto intorno alla chiesa di Santa Margherita, arrivando a formare un'unica conurbazione con i confinanti quartieri di Staglieno, dove ha sede l'omonimo cimitero monumentale e San Fruttuoso.

## Origini del nome
Il toponimo Marassi, uno dei più antichi tra quelli dei quartieri genovesi, deriva da due termini preromani: mar, termine greco che significa "palude" e l'antico suffisso ligure asc, frequente nei toponimi del Genovesato, che indicava un corso d'acqua.
Il nome indicava quindi la vasta palude salmastra formatasi alla foce del Bisagno (chiamato dai romani Feritor) e del Fereggiano, che all'epoca sfociava autonomamente in mare. In epoche antiche, infatti, la piana oggi occupata dai moderni quartieri di San Fruttuoso e Foce non esisteva e il mare penetrava all'interno insinuandosi tra i capi di Carignano e Albaro. Dopo la progressiva bonifica del greto torrentizio il borgo che sorgeva nel "Piano" del Bisagno prese il nome dell'antica palude.

## Storia

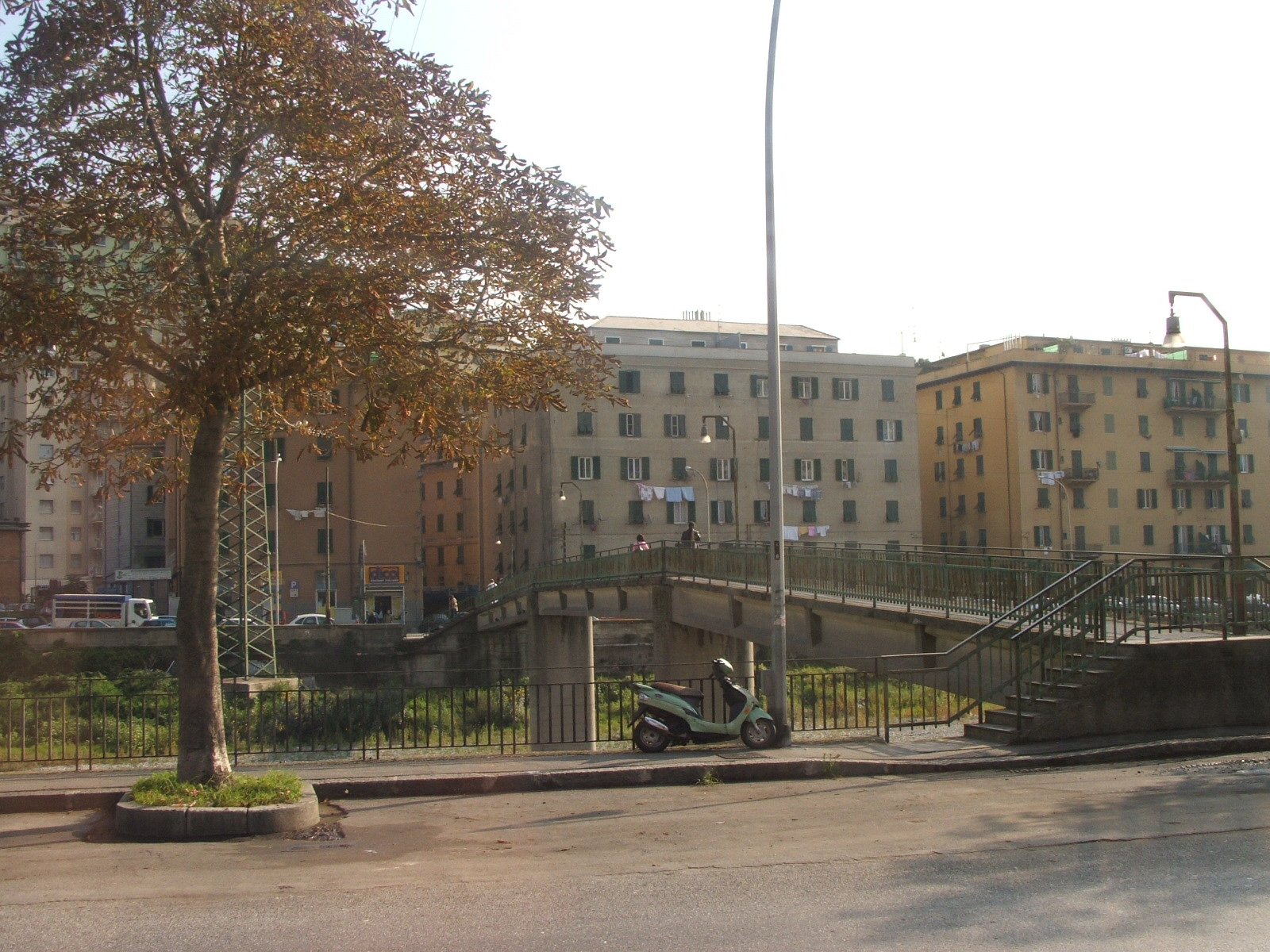
Il punto di confine con il quartiere di Staglieno in prossimità del ponte sul Bisagno antistante la via Leonardo Montaldo

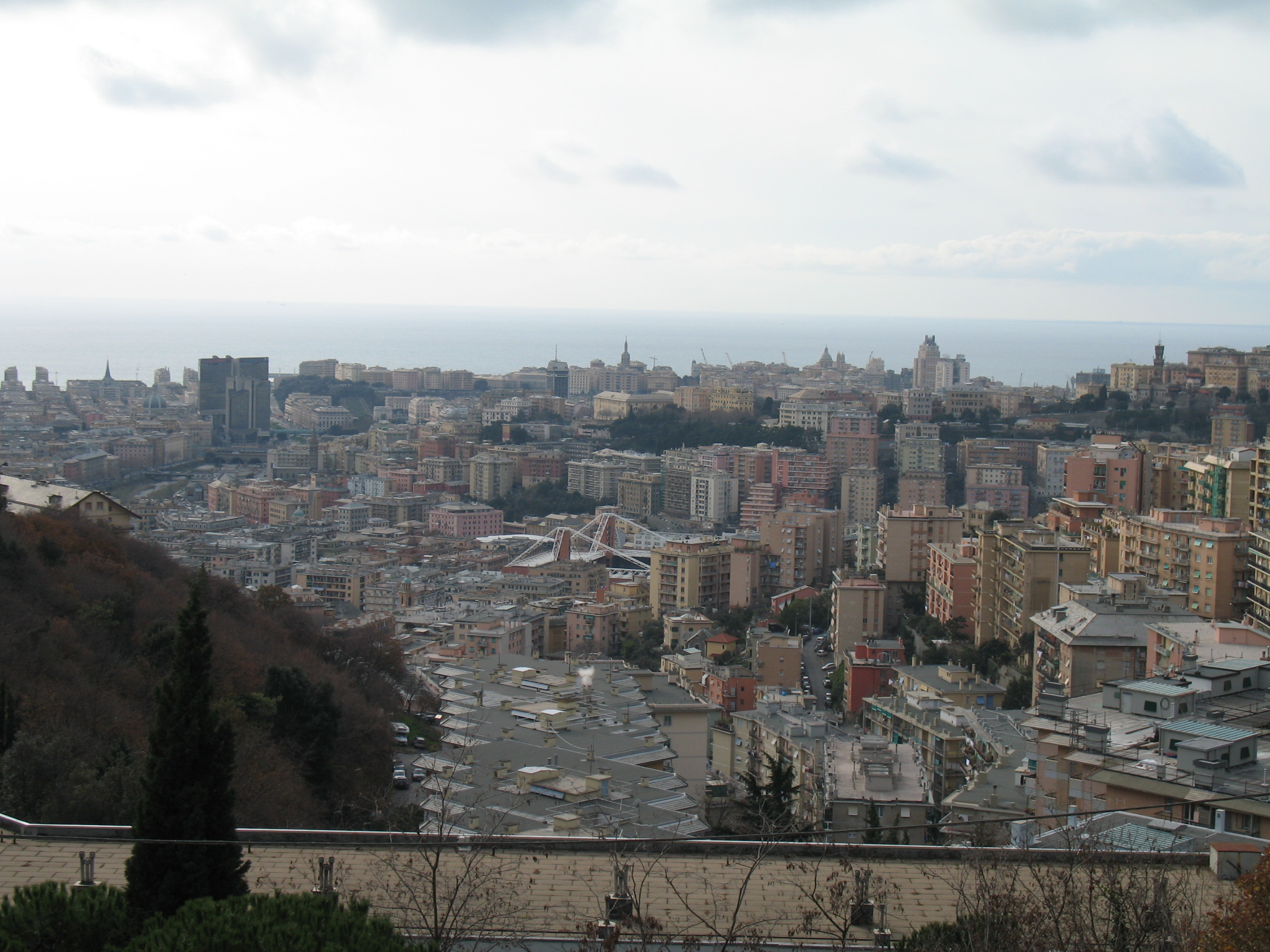
Panorama di Marassi da Quezzi

### Dalle origini al Settecento
I primi nuclei urbani del futuro comune di Marassi si formarono in epoca medioevale come centro di servizio lungo la via che risalendo il corso del Fereggiano collegava Genova con la val Trebbia attraverso il passo della Scoffera. Fra questi i due più importanti divennero il Borgo Superiore di Bisagno (che in seguito prese il nome di Marassi) e Quezzi, in alto sulla collina nella valle del Fereggiano.
Il Borgo Superiore di Bisagno, formato da case sparse intorno alla chiesa di Santa Margherita proprietaria dei beni e delle terre, citata sin dall'XI secolo, si trovava lungo questa via immediatamente al di là di un antico ponte che attraversava il greto acquitrinoso del Bisagno per raggiungere il cosiddetto Piano di Marassi e proseguire il percorso in collina verso Sant'Eusebio. L'esistenza di questo ponte, chiamato "ponte di Prete Beroldo", era già documentata intorno all'XI secolo, ma nel 1428 veniva citato come "Ponte Rotto", probabilmente perché gravemente danneggiato da un evento alluvionale. Il Giustiniani nei suoi Annali (1537) riporta che già ai suoi tempi il ponte non era più in uso («E del ponte rotto, qual rimane più alto verso la montagna, non accade far altra menzione, come che l'uso di quello sia del tutto abolito.»).
Il borgo, in seguito chiamato con il nome stesso dell'antica palude, fu per secoli un centro rurale ai margini della città, che riforniva di prodotti ortofrutticoli grazie agli orti della fertile piana alluvionale.
In un documento del gennaio 1027 vi è la donazione fatta da Berta o Beza, moglie di Astolfo, del territorio di Marassi al monastero di Santo Stefano, il documento cita le proprietà «in Bisogno, nel luogo detto Marasi, Santa Margarita». La parrocchia dipendeva prima dalla prevostura dei Santi Nazario e Celso (attuale santuario delle Grazie al Molo), passa quindi ai monaci benedettini di Santo Stefano. 
La parrocchia in seguito passò sotto la gestione del capitolo della cattedrale di San Lorenzo ed è poi affidata ai frati minori che nel 1444 l'abbandonarono per trasferirsi al santuario della Madonna del Monte, lasciando Santa Margherita al clero diocesano genovese. Nel 1604 la parrocchia passò ai frati carmelitani, scambio che venne approvato da papa Clemente VIII, che costruirono il nuovo convento adiacente alla chiesa; tuttavia il progetto non si realizzò e nel 1619 il tutto passò ai padri Minimi del santuario dei Frati Minimi di Gesù e Maria di Fassolo in Genova, che amministrano ancora oggi la parrocchia. Essi ampliarono la chiesa ed il convento e realizzarono il nuovo campanile, sfruttando un'antica torre di avvistamento guelfa utilizzata dal capo della fazione Di Negro nel 1322 durante la lotta coi ghibellini che si erano rinchiusi nel campanile della chiesa di Quezzi.
Marassi e Quezzi, sviluppatosi nella parte alta della valle del Fereggiano attorno alla chiesa della Natività di Maria Santissima, citata sin dal XII secolo, erano divisi da un'aspra rivalità: nel Trecento ci furono scontri fra gli abitanti di Quezzi (Ghibellini) e quelli di Marassi (Guelfi). Secondo il Giustiniani nel XVI secolo Quezzi, con la frazione di Vegori (oggi Egoli), contava oltre 250 abitanti contro i circa 200 di Marassi e Fereggiano.
(Agostino Giustiniani, Annali della Repubblica di Genova, 1537)
Nel Seicento amministrativamente i due borghi facevano parte della Podesteria del Bisagno.
Come la maggior parte delle località intorno a Genova, la zona fu coinvolta nelle vicende belliche degli anni 1746-47, subendo le devastanti conseguenze dell'occupazione da parte delle truppe austriache che avevano posto l'assedio a Genova.
Fra il XVIII e il XIX secolo le colline intorno a Quezzi furono fortificate con la costruzione delle fortificazioni genovesi di levante che comprendono i forti Quezzi, Richelieu e Monteratti, divenuti nel 1800 terreno di scontro tra francesi e austriaci.

### L'Ottocento
Fino alla fine del Settecento Marassi era una delle principali porte di accesso alla val Bisagno: solo qualche villa sparsa si stagliava tra gli orti intensamente coltivati. Nell'area di Marassi si producevano molte delle verdure che si vendevano poi sui mercati cittadini.
Con il dominio napoleonico e la nuova suddivisione amministrativa all'inizio dell'Ottocento Marassi divenne comune autonomo, con giurisdizione anche su Quezzi e tutta la valle del Fereggiano, così descritto dal Casalis nel 1841:
Due parrocchie compongono questo comune; una detta s. Maria di Quezzi, e l'altra s. Margarita di Marazzi; ad entrambe sono soggetti due quartieri. 
Una strada che dipartesi dal capoluogo di provincia, conduce a questo comune e ai paesi posti nella valle di Bisagno. Marazzi è distante un miglio di Piemonte da Genova e da s. Martino. Il territorio è intersecato dal torrente Bisagno, che va a metter foce nel mare: per valicarlo evvi un ponte nel vicino comune di s. Fruttuoso. I prodotti più considerevoli vi sono il grano, il vino, le frutta di varie sorta, l'olio e gli ortaggi. 
La chiesa di s. Margarita di Marazzi è uffiziata dai Minimi di s. Francesco da Paola: la parrocchia di Quezzi è retta dal proprio parroco. Nel comune si vedono tre bei palazzi. Sulla cima di un monte vi esiste un piccolo forte chiamato de' Ratti, vi stanziano alcuni soldati di fanteria. Pesi, misure e monete secondo il sistema decimale. Gli abitanti sono di complessione robusta e di mente sveglia. Popolazione 2890.»
(Goffredo Casalis, "Dizionario geografico, storico, statistico e commerciale degli stati di S.M. il Re di Sardegna", 1841)
Nel corso dell'Ottocento l'amministrazione comunale, che trovò sede in piazza Romagnosi, nel Borgo Ponterotto, sulla destra del Bisagno, provvide all'apertura di nuove strade e rese carrozzabili parte delle vecchie mulattiere, mentre la strada per Quezzi fu aperta più tardi, dopo l'annessione al comune di Genova; fu anche ripristinato il ponte sul Bisagno, grazie anche ad un prestito ad un minimo interesse del marchese Pietro Monticelli, che fu ministro del governo sabaudo e per molti anni sindaco del comune di Marassi, dove la famiglia possedeva vaste proprietà. Il nuovo ponte, inaugurato nel 1865 (pochi mesi dopo la sua morte, avvenuta il 17 aprile 1864) fu intitolato al suo nome.

### L'annessione a Genova
Nel 1873, con un regio decreto, il Comune di Genova si espandeva oltre il confine del Bisagno, inglobando, oltre a Marassi, i comuni di San Francesco d'Albaro, San Martino, Staglieno, San Fruttuoso e Foce, dando avvio ad un'espansione urbanistica che avrebbe radicalmente cambiato il volto di quei quartieri.

### L'espansione urbanistica tra Ottocento e Novecento

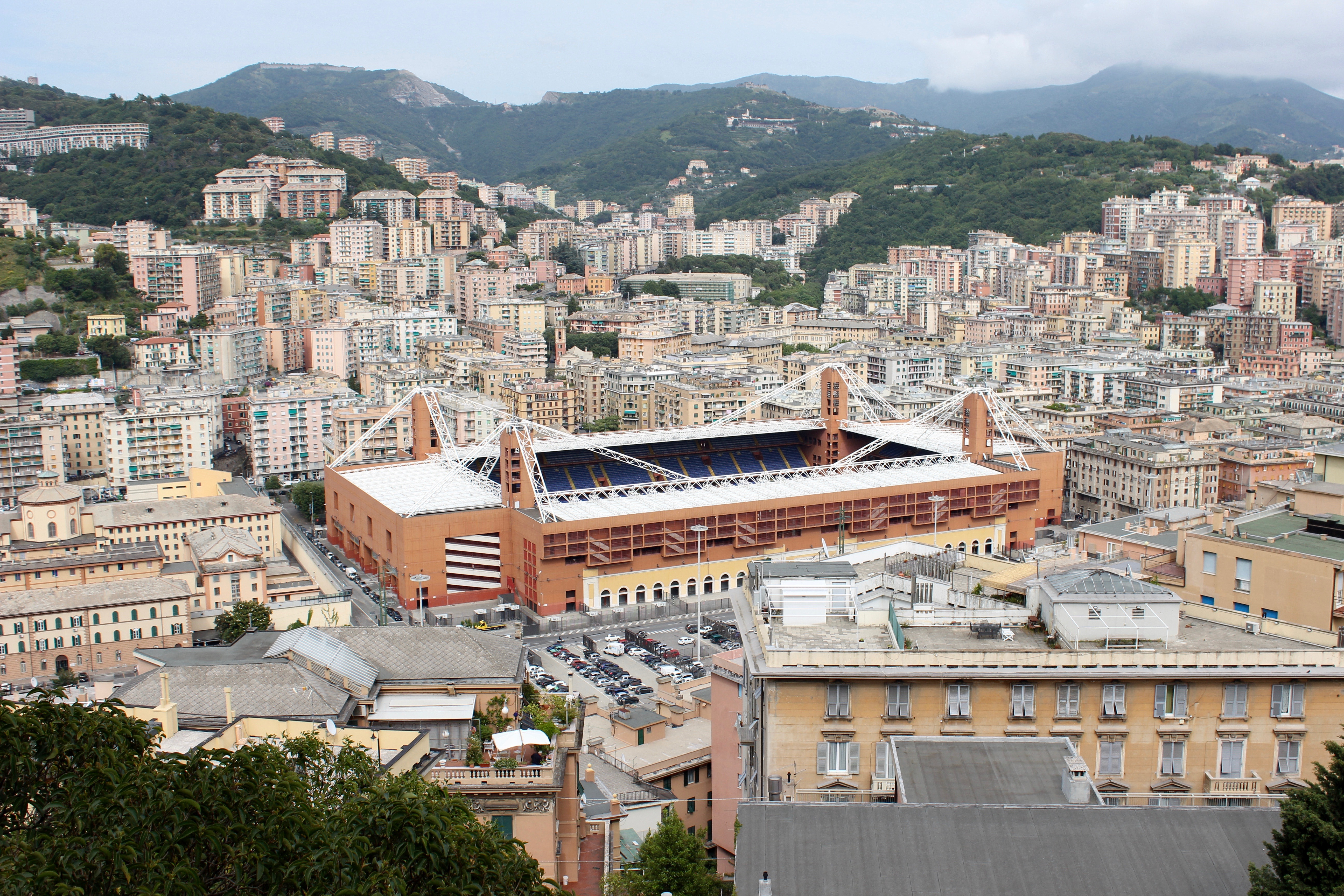
Panorama del quartiere con lo stadio Luigi Ferraris e il carcere di Marassi

Con l'espansione urbana successiva all'annessione al comune di Genova poco rimane degli antichi borghi e delle ville signorili (presenti, sia pure in misura minore rispetto ad altre zone limitrofe). Le tracce degli antichi insediamenti restano più leggibili nelle frazioni collinari di Pedegoli, Egoli, Cima d'Egoli, Molinetto e Finocchiara, peraltro anch'esse parzialmente soffocate da moderni caseggiati.
Nei decenni a cavallo tra il XIX e il XX secolo ebbe inizio il grande sviluppo urbanistico, con l'edificazione delle case popolari lungo la riva del Bisagno, in corrispondenza dell'attuale corso Alessandro de Stefanis; la massiccia edificazione degli anni trenta e soprattutto nel secondo dopoguerra trasformarono definitivamente l'antico borgo rurale in un popoloso quartiere cittadino. Gli abitanti salirono a 10.000 nel 1900 (rispetto ai meno di 3.000 indicati dal Casalis nel 1841) per arrivare al massimo storico di circa 42.000 nella seconda metà del Novecento.
Con il nuovo inquadramento amministrativo nel quartiere furono dislocati il nuovo carcere giudiziario, entrato in funzione nel 1898 e il campo sportivo, costruito intorno al 1910 e che con i suoi successivi ampliamenti sarebbe divenuto l'attuale stadio Luigi Ferraris.
Altri lavori di pubblica utilità riguardarono la viabilità, con l'apertura, verso la fine dell'Ottocento della strada carrabile per Quezzi e l'istituzione di un servizio di omnibus a cavalli fino all'attuale largo Merlo. Tra il 1908 e il 1913 fu costruita la copertura della parte inferiore del torrente Fereggiano, da largo A. Merlo fino allo sbocco nel Bisagno, in prossimità del ponte Serra. L'espansione edilizia del secondo dopoguerra lungo le rive del torrente ha finito però per creare situazioni di emergenza, per cui nel 2007 il Consiglio dei ministri ha approvato e finanziato una serie di interventi per la messa in sicurezza idraulica del torrente, compresa la demolizione di alcuni fabbricati e l'innalzamento degli argini.
Alla fine degli anni ottanta, nel contesto dei lavori di ammodernamento dello stadio in previsione dei mondiali di calcio del 1990, per creare nuove aree di parcheggio fu realizzata una piastra di copertura su un tratto del Bisagno proprio di fronte all'impianto sportivo.
Il quartiere è stato colpito da una grave tragedia il 4 novembre 2011 quando l'esondazione del torrente Fereggiano, nonostante i lavori di messa in sicurezza avviati nel 2009, ha causato l'allagamento di via Fereggiano e delle strade limitrofe, provocando sei vittime e gravi danni a negozi ed abitazioni, oltre alla distruzione di numerosi veicoli trascinati dal torrente in piena.

## Monumenti e luoghi d'interesse

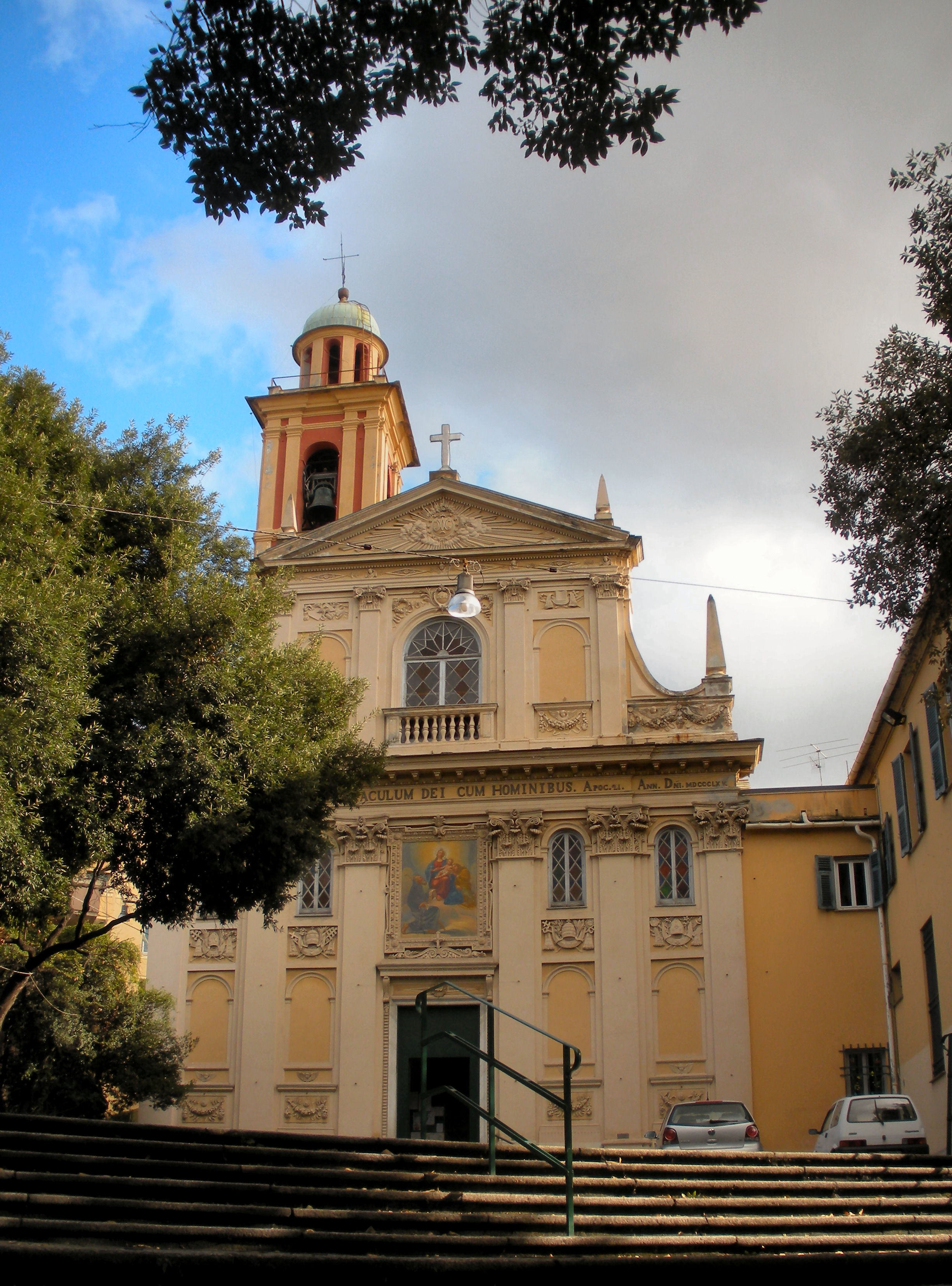
La chiesa parrocchiale di Santa Margherita di Marassi

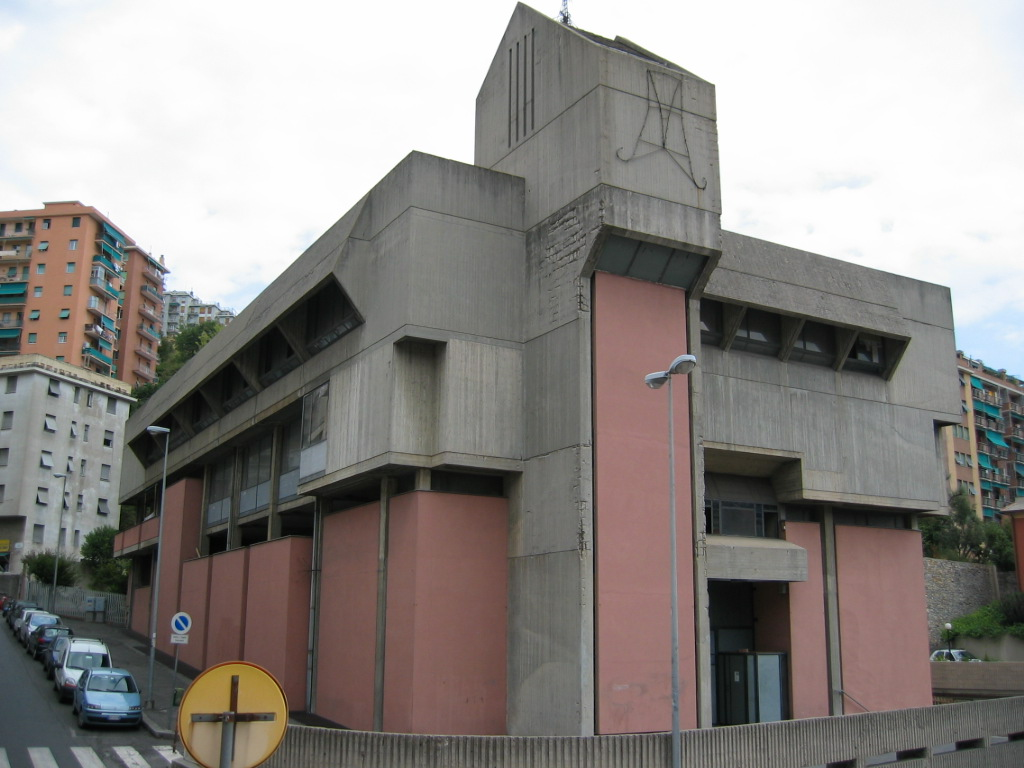
La chiesa parrocchiale della Regina Pacis

### Architetture religiose
- Chiesa parrocchiale di Santa Margherita. Poco più in alto del "piano" dove si trovano lo stadio Luigi Ferraris e la villa Piantelli sorge la chiesa di Santa Margherita, affacciata su una piazzetta lungo via Bertuccioni; di origine medioevale (le prime notizie storiche della chiesa, allora una modesta cappella dipendente dalla pieve di Albaro, risalgono al 1027), appartenne fino al 1193 ai benedettini del monastero di Santo Stefano; eretta in parrocchia nel 1222, rimase al clero secolare fino al 1430, passò poi ai francescani, ai carmelitani ed infine ai padri Minimi di san Francesco da Paola, ai quali ancora oggi è affidata, che vi fecero ingresso nel 1619 e che tra il 1619 e il 1625 ricostruirono la chiesa e ingrandirono l'annesso convento. La chiesa fu consacrata dall'arcivescovo Giovanni Lercari nel 1769. Intorno alla metà dell'Ottocento furono eseguiti gli stucchi e i dipinti che ornano la facciata. Il tetto della chiesa subì gravi danni nel bombardamento aereo del 15 novembre 1942.
- Chiesa parrocchiale della Regina Pacis. Si affaccia su corso De Stefanis, a poca distanza dal carcere di Marassi. Trae origine da una cappella fatta costruire nel 1931 dagli Operai Evangelici (detti comunemente franzoniani), costituita in vicaria autonoma nel 1933 ed eretta in parrocchia nel 1940. Distrutta da un bombardamento nel 1942, fu ricostruita nel 1948. Per l'aumento della popolazione, negli anni settanta fu decisa la costruzione di una nuova chiesa, il cui progetto fu affidato agli architetti Franco Ceschi ed Edgardo Tonca. La prima pietra fu posta il 24 aprile 1976 alla presenza del cardinale Giuseppe Siri, che il 17 gennaio 1981 inaugurò e consacrò il nuovo edificio sacro. All'interno una grande ardesia e il tabernacolo in perspex, opere di G.B. Airaldi. La vecchia chiesa, a poca distanza dalla nuova, è rimasta in stato di abbandono.[12]
- Istituto delle Suore di Nostra Signora del Rifugio. Lungo viale Centurione Bracelli, poco più a monte del nucleo storico di Marassi, si trova la casa madre delle suore di Nostra Signora del Rifugio in Monte Calvario, conosciute come brignoline, dove sono conservate le spoglie incorrotte della fondatrice Virginia Centurione Bracelli, grande figura religiosa nella Genova del XVII secolo. Il vasto complesso fu costruito nell'Ottocento, su un terreno donato da Piero Monticelli;[10] le Brignoline vi si stabilirono nella seconda metà del secolo, quando dovettero abbandonare la vecchia sede, demolita per la costruzione della stazione ferroviaria di Brignole. Nella chiesa dell'istituto sono conservate opere di artisti genovesi del Seicento e del Settecento, tra le quali la statua dell'Immacolata di Filippo Parodi e un quadro raffigurante la Madonna del Rosario di Lorenzo De Ferrari. La ricca quadreria conservata nel convento comprende opere di Antoon van Dyck, Luca Cambiaso, Giovanni Battista Paggi, Giovanni Andrea Ansaldo, Lazzaro Tavarone e Domenico Piola.[13][14]
- Chiesa avventista. Nella parte più a monte di via Centurione Bracelli sorge dal 2006 il moderno edificio di culto della chiesa avventista del settimo giorno.[15]

### Architetture civili

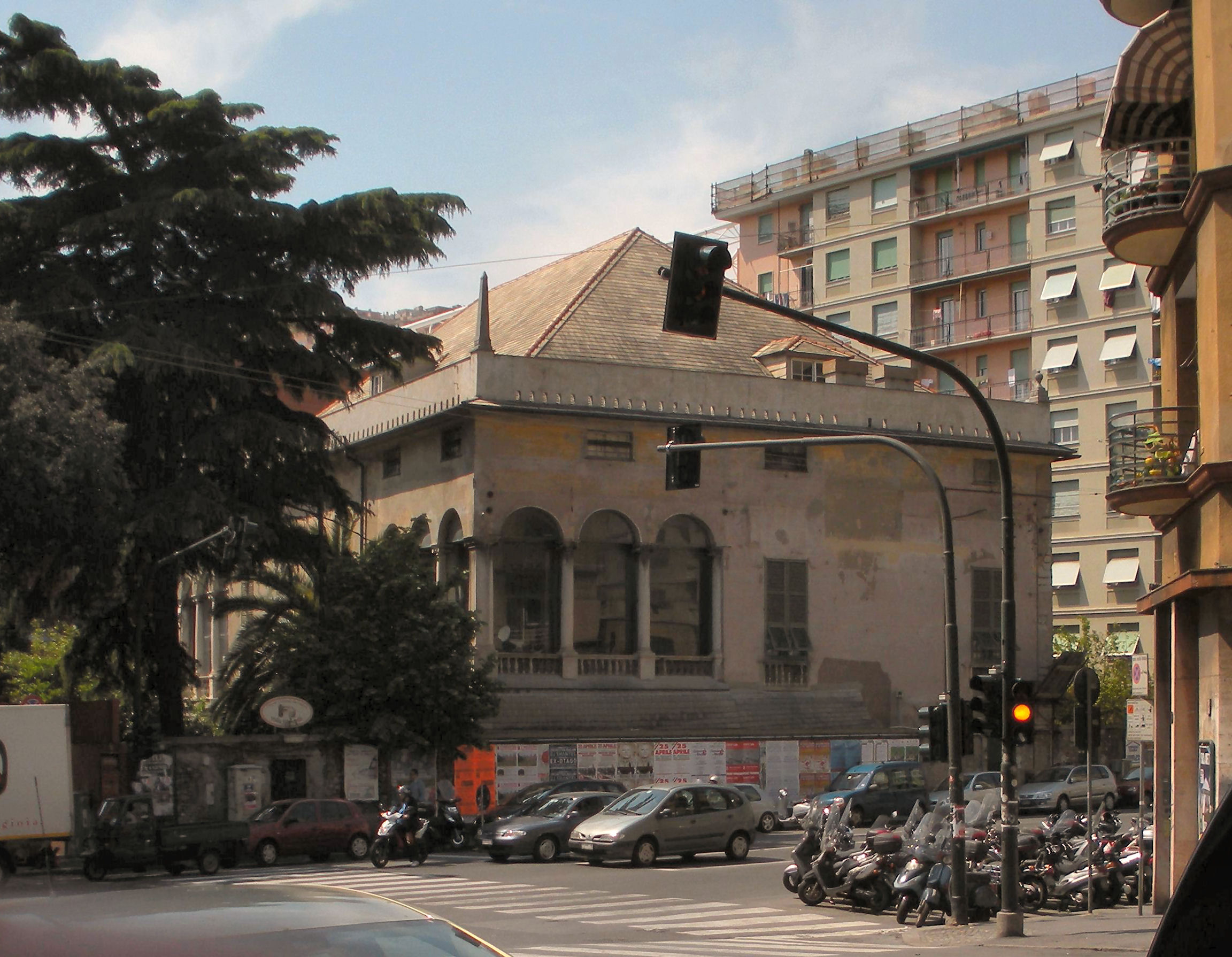
Villa Piantelli

- Villa Centurione-Musso-Piantelli. Ubicata a ridosso dello stadio Luigi Ferraris, è una casa di campagna del Cinquecento, oggi sede del Circolo Ricreativo Culturale Villa Piantelli. La villa, che appare oggi stretta tra lo stadio, le carceri e i caseggiati di corso De Stefanis, prima dell'espansione urbanistica sorgeva al centro di un grande parco che arrivava fino alle sponde del Bisagno; fu fatta costruire dai Centurione nella seconda metà del XVI secolo, in un ambiente allora prettamente agricolo, conservando fino ai primi decenni del Novecento la sua prospettiva aperta verso il Bisagno sia verso la collina retrostante. L'edificio, caratterizzato da due logge angolari, conserva al suo interno affreschi di Bernardo Castello (1557-1629) con episodi dell'Eneide, Giovanni Andrea Ansaldo ed altre opere della scuola dei Calvi e di Andrea e Cesare Semino.[14][16]

- Villa Saredo-Parodi. Il cinquecentesco edificio si trova in via Marassi, nei pressi della chiesa di Santa Margherita; per diversi anni vi hanno avuto sede uffici decentrati del comune di Genova. Nella cappella vi è un affresco di Valerio Castello raffigurante l'Incoronazione della Vergine; un altro affresco, di Domenico Fiasella (1589-1669) ispirato al mito di Diana ed Endimione, si trova nella volta del piano terreno.[14]

- Stadio Luigi Ferraris, inaugurato il 22 gennaio 1911 con la partita tra Genoa e Internazionale. Lo stadio, all'epoca senza le imponenti gradinate, fu costruito su un terreno già adibito a galoppatoio che faceva parte del parco della villa Piantelli; il marchese Piantelli, socio del Genoa Cricket and Football Club e che già aveva ceduto all'Andrea Doria una porzione di terreno adiacente alle mura del carcere per costruirvi un campo sportivo (popolarmente chiamato "Cajenna"), destinò il terreno del galoppatoio al Genoa per la costruzione di un nuovo campo da calcio. Il nuovo stadio dal 1911 divenne la sede degli incontri calcistici del Genoa e dal 1946 anche della Sampdoria. Lo stadio fu rinnovato una prima volta sul finire degli anni venti e nel 1933 fu intitolato a Luigi Ferraris, storico capitano del Genoa, caduto nella prima guerra mondiale. Il Ferraris, che poteva ospitare fino a 30.000 spettatori, fu totalmente riedificato su progetto dell'architetto Vittorio Gregotti tra il 1987 e il 1990 in occasione del campionato mondiale di calcio del 1990. Oltre che per gli incontri calcistici delle due principali squadre genovesi, occasionalmente viene utilizzato anche per altri eventi sportivi (incontri di rugby) e concerti di musica leggera.[14]
- Carcere di Marassi. Venne costruito alla fine del XIX secolo per sostituire quello di Sant'Andrea demolito per l'apertura di via XX Settembre.
- Biscione. Il Quartiere INA-Casa di Forte Quezzi, comunemente chiamato Biscione per il suo andamento, sviluppato lungo le curve di livello della collina, si trova sulla collina alle spalle di Marassi, nei pressi del Forte Quezzi. I cinque edifici che lo compongono furono commissionati dall'INA-Casa e costruiti tra la fine degli anni cinquanta e gli anni sessanta su progetto di un gruppo di architetti coordinati da Luigi Carlo Daneri.[14]

### Architetture militari

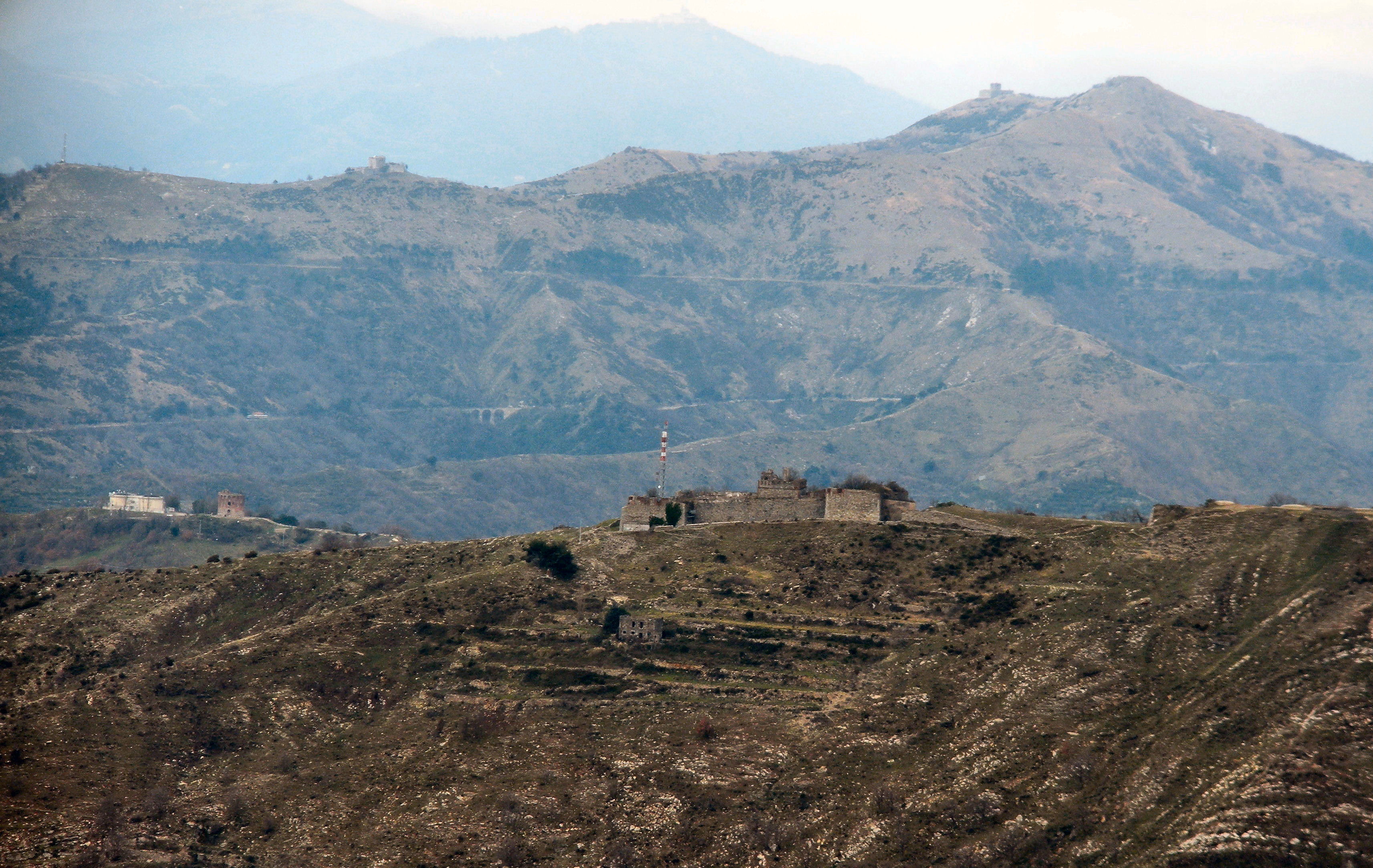
Il forte Richelieu

- Forte Quezzi, situato sulla sommità del Colle della Calcinara, che domina parte della val Bisagno e quella di Quezzi, fu edificato tra il 1747 e il 1800.
- Forte Richelieu, posto sulla collina dei Camaldoli, spartiacque tra la valle di Quezzi e quella del torrente Sturla, fu edificato tra il 1747 e il 1809.
- Forte Monteratti, presso il rilievo del monte Ratti, posto alle spalle dei quartieri genovesi di Quezzi, Marassi e Bavari. La caserma militare venne edificata dal governo sabaudo tra il 1831 e il 1842.
- Torre Quezzi, una torre circolare in laterizio di 15 metri di diametro per 17 m di altezza, costruita dal Corpo Reale del genio Sardo tra il 1818 e il 1823, situata sulle alture di Quezzi.

### Vie e piazze
- Corso Sardegna. Questa ampia via è stata aperta nell'Ottocento nell'area di nuova urbanizzazione ricavata nell'antico greto del Bisagno; è la principale strada di collegamento tra Marassi e i quartieri di San Fruttuoso e della Foce.

- Corso Alessandro De Stefanis. Aperto nell'Ottocento nel Piano di Marassi, costituisce il prolungamento verso nord di corso Sardegna e collega Marassi con Staglieno. È situato a poca distanza dalla chiesa di Santa Margherita; vi si affacciano la villa Piantelli, il lato est dello stadio Luigi Ferraris e il carcere.

- Via Canevari. Collega Marassi a Borgo Incrociati e alla stazione di Genova Brignole; si estende per circa 1 km.

- Via Bobbio. Collega Marassi a Staglieno.

- Viale Virginia Centurione Bracelli. Il viale intitolato alla fondatrice delle Brignoline sale verso il Biscione. Lungo la via, poco oltre la chiesa di Santa Margherita, sorge il grande complesso delle Brignoline. Ospita inoltre la scuola media "Luca Cambiaso".

- Piazza Galileo Ferraris. La grande piazza fu aperta nel 1910, quando in un'area fino ad allora non edificata, vicina al nucleo storico del quartiere, fu costruita la scuola "Lambruschini", per far fronte all'incremento demografico che aveva reso insufficiente quella di piazza Romagnosi, già sede comunale. Con l'edificazione della nuova scuola, nella piazza antistante furono impiantati alberi e collocate panchine, facendone un punto d'incontro per gli abitanti del quartiere.[14]

- Via Marassi. È in assoluto la via più antica, intorno dalla quale si è sviluppato il quartiere odierno. È sede della stazione dei vigili urbani ed è sottostante alla chiesa di Santa Margherita.

## Geografia antropica

### Frazioni e località

#### Borgo Ponterotto
Parte integrante di Marassi, l'antico borgo sulla destra del Bisagno, ancora riconoscibile pur circondato da moderne costruzioni, si sviluppa linearmente lungo la via Ponterotto, in corrispondenza dell'antico ponte per Marassi. Oggi l'asse principale del borgo è via Canevari, dove fino al 1997 sorgeva l'edificio della conceria Sebastiano Bocciardo, costruita intorno alla metà dell'Ottocento, prima di una serie di aziende di questo settore installate nel quartiere, nel solco di una tradizione artigianale da tempo presente in val Bisagno. Nella piazza Romagnosi, di fronte al ponte Serra, si trova l'ex municipio del comune di Marassi, oggi edificio scolastico.

## Infrastrutture e trasporti

### Strade
Numerose strade urbane collegano il quartiere di Marassi con il centro di Genova e gli altri quartieri della val Bisagno. Il principale asse di collegamento è costituito da corso Sardegna e corso De Stefanis, in direzione da Genova (quartiere della Foce) a Staglieno e l'alta Val Bisagno.
Il quartiere è attraversato dalla strada statale 45 di Val Trebbia, che collega Genova a Piacenza e nel tratto urbano assume le denominazioni di via Bobbio, via Jean Monnet, via Giacomo Moresco e via Canevari.
Il casello autostradale più vicino è quello di Genova-Est sull'autostrada A12, che si trova nel limitrofo quartiere di Staglieno, a circa 2 km da Marassi.

### Ferrovie
La stazione ferroviaria della rete nazionale più vicina a Marassi è quella di Genova Brignole, a circa 2 km di distanza.

### Mobilità urbana
Il quartiere è attraversato da diverse linee di autobus dell'AMT che lo collegano con il centro cittadino e gli altri quartieri della val Bisagno, oltre a diverse linee secondarie che collegano il fondo valle con le zone collinari.